# Løgting

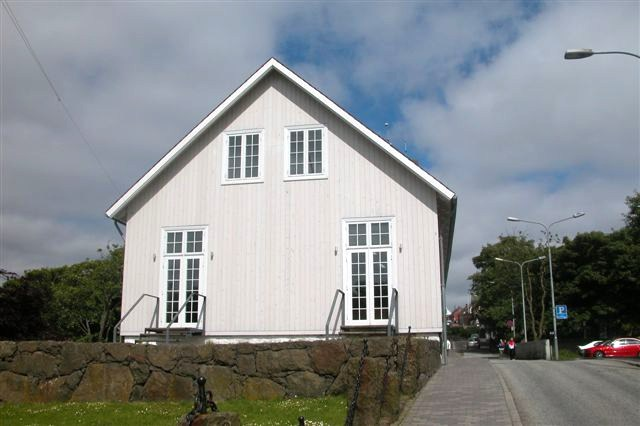
Het parlementshuis (Løgtingshús) in Tórshavn, gebouwd in 1856.

Het Løgting is het parlement van de Faeröer, een autonoom gebied van Denemarken.
Het Løgting is een van de oudste parlementen ter wereld en bevindt zich op het schiereiland Tinganes in de Faeröerese hoofdstad Tórshavn. Het bestond mogelijk al in de 9e eeuw.
Løgting kent 33 zetels. De huidige partijen in het Løgting zijn:
- Miðflokkurin
- Sjálvstýrisflokkurin
- Fólkaflokkurin
- Tjóðveldisflokkurin
- Javnaðarflokkurin
- Sambandsflokkurin